# ウィンストン・チャーチルの死と国葬
この項目ではウィンストン・チャーチルの死と国葬（ウィンストン・チャーチルのしとこくそう）の経緯について述べる。1965年1月24日、イギリスの政治家、軍人、作家で第二次世界大戦中にイギリスの首相を務めたサー・ウィンストン・チャーチルは90歳で没した。イギリスにおいて、国王以外の人物の国葬が行われたのは、1935年のエドワード・カーソン以来はじめての事であり、2022年9月19日にエリザベス2世の国葬が行われるまでは、イギリスにおける最直近の国葬だった。 葬儀の公式日程は、4日間にわたって続いた。「ホープ・ノット作戦」の名で知られる葬儀の計画は、チャーチルが没する12年前から立てられていた。計画のきっかけとなったのは、1953年、戦時下から数えて2度目のイギリス首相在任中だったチャーチルが、脳卒中で倒れた事だった。その後、チャーチルは快復し、存命であり続けたため（ルイス・マウントバッテンは「棺担たちが死に続けている」と評した）、計画は数度にわたって改訂された後、チャーチルが没した2日後である1965年1月26日に発動した。
1月26日から3日間、エリザベス2世女王の命により、彼の遺体はウェストミンスター・ホールに公開安置された。1月30日、セント・ポール大聖堂で、葬儀が挙行された。葬儀の後、遺体は、軍の敬礼の中、テムズ川を航行してウォータールー駅まで運ばれた。午後、彼は、祖先や弟が眠るブラドンのセント・マーティン教会に葬られた。葬儀には、120か国の政府代表、6,000人の人々、そして異例な事に女王が参列し、1,000人以上の警官や警備員、9つの軍楽隊、軍の18個大隊、イギリス空軍の16機のイングリッシュ・エレクトリック ライトニングジェット戦闘機、特殊舟艇「ヘイブンゴア」、SR ライト・パシフィック級蒸気機関車が動員され、321,360人の人々が弔意を示し、3億5,000万の人々によって見守られる、歴史上最大の国葬となった。それは、「イギリス人の公衆スペクタクルに対する並外れた才能を示している」と評された。

## 背景と葬儀の計画
2002年、BBCによって行われた世論調査で、最も偉大な英国人に選出されたサー・ウィンストン・チャーチルは、第二次世界大戦中にイギリス首相を務め、連合国の一員として、彼の国を勝利へと導いた事によって記憶されている。彼が2度目の政権にあった1953年6月、ダウニング街で行われた夕食会の席上で、重い脳卒中に倒れ、他の参会者に知られないまま、彼は半身不随となったが、家族はこの事を内密とした 。女王に即位してわずか1年だったエリザベス2世は、この件について知らされた数少ない人物のひとりだった。彼女は、軍務伯として国葬案件を担当していた第16代ノーフォーク公に対し、チャーチルの死の際の催事について「歴史において彼が占める地位にふさわしい規模」とする態勢をとる事を命じた。極秘裏に「ホープ・ノット作戦」という名による入念な計画が立てられた。その後、12年間にわたってチャーチルが存命である間、必要な改訂が繰り返された。チャーチルが没して2日後の、1965年1月26日、『ガーター勲爵士、メリット勲爵士、コンパニオンズ・オブ・オーナー勲爵士、故サー・ウィンストン・レナード・スペンサー・チャーチルの国葬』と題された最終稿が確定した。この文書によって、葬儀のすべての細部にわたる段取りが規定された。

## 死亡
1965年1月24日日曜日の朝、チャーチルは、彼の父親の70度目の命日にロンドンのハイド・パーク・ゲート28番の自宅で没した。チャーチルは1949年以来、8度にわたって脳卒中に見舞われていた。最後に見舞われたのは、1965年1月15日の事で、彼は病気から快復する事はなかった。脳卒中に見舞われた後、彼はほとんど昏睡していた。彼の最期の言葉は、義理の息子であるクリストファー・ソームズにつぶやいた「私はすべての事に退屈している」という物だった。彼の担当医のモラン卿が、はじめに訃報を知らせたのは女王とハロルド・ウィルソン首相で、その後、午前8時35分に「1月24日日曜日の8時過ぎ、サー・ウィンストン・チャーチルは、ロンドンの自宅で死去した。[署名]モラン」と記者団に発表した 。
午前9時、BBCは、訃報を報じた。そして、ベートーヴェンの第5交響曲が続いた。この曲の冒頭の主題は、3つの短音と1つの長音で構成され、それはモールス符号で、Vの文字を意味しており、戦時中のチャーチルの象徴となったVサインをあらわす物だった。
首相は次のような声明をだした。
その日、アメリカのリンドン・ジョンソン大統領も次のような公式声明を発した。
翌日、庶民院議員たちは、敬意を捧げた。審議において、首相は女王からの要望として、公開安置や葬儀の会場に関する動議を提出、次のように決議された。

## エンバーミング
1928年以来、イギリス王室御用達葬儀業である、ロンドン・パディントンのJ・H・ケニヨン社が、葬儀に向けたチャーチルの遺体の準備作業を行う事になった。同社の主任エンバーマーであるデズモンド・ヘンリーが、ハイド・パーク・ゲートのチャーチルの自宅に向かい、作業工程の監督にあたった。チャーチルの遺体は彼が没した部屋で、エンバーミングを施された。処理が済んだ後、絹のパジャマとドレスガウンを着せられた彼の遺体は、ベッドに戻された。チャーチルの遺体は、火曜日の午後9時、ケニヨンの職員が、ウェストミンスター・ホールでの一般公開のために運び出すまで自宅にとどまっていた。

## 葬儀の式次第

### 公開安置
1965年1月26日の火曜日、葬儀の日程が開始された。午後8時30分、警官・警備員が担当位置に配備され、デイリー・テレグラフ紙は「イングランドにおけるこの種の警備作戦としては最大規模である」と報じた。午後9時15分、チャーチルの遺体は、公開安置のためロンドンの彼の自宅からウェストミンスター・ホールに運ばれた。遺族に付き添って儀式を取り仕切ったのは、宮内長官の初代コボルド男爵キャメロン・コボルドだった。棺は、チャーチル夫人と軍務伯の前の棺台に置かれた。午後9時、グレナディアガーズとコールドストリームガーズがホールの警備を開始した。続く日には、イギリス海軍や5個の近衛歩兵連隊、クイーンズ・ロイヤル・アイリッシュ軽騎兵連隊が交代で警備に当たった。
1月27日の水曜日から1月30日の午前6時まで、公開安置は続けられ、その間ウェストミンスター・ホールは毎日23時間にわたって開かれ続けており、残りの1時間は清掃時間として確保されていた。弔問に訪れた人の行列は、長い時で1マイル以上におよび待機時間はおおよそ3時間だった。321,360人の人々が弔意を示すために訪れた。

### 葬列
1月30日土曜日午前9時45分、葬儀はビッグ・ベンの鐘が鳴ると同時に始まった。葬儀の模様はBBCによって生中継され、リチャード・ディンブルビーが司会を務めた。その後、その日を通して時計は沈黙した。ハイド・パークでは、チャーチルの90年にわたる人生をあらわす、90発の弔砲が発射された。ユニオン・フラッグで覆われ、その上に黒のクッションが置かれ、さらにその上にガーター勲章の徽章が置かれた棺は、グレナディアガーズ第2大隊所属の8人の衛兵たちに担がれて、ウェストミンスター・ホールから運び出され、砲車に乗せられた。イギリス空軍と歩兵連隊が先導する葬列は、イギリス海軍による太鼓を合図に行進を開始した。98人の水兵が砲車を牽引し、砲車の後ろでは44人の水兵が引き綱を保持していた 。
その後ろには、息子のランドルフと孫のウィンストンが並び立ち、チャーチル家の男子とチャーチルの私設秘書アンソニー・モンタギュー・ブラウンが徒歩で付き従った。チャーチル夫人と2人の娘たちは、女王差し回しの馬車で後に続いた。葬列がウェストミンスター宮殿のニュー・パレス・ヤードを出発した時、セント・ジェームズ・パークで1発の銃が発射された。葬列は、ホワイトホール、トラファルガー広場、ストランド、フリート・ストリート、さらにラドゲート・ヒルを通過した。葬列の軍楽隊は、スコッツガーズ第2大隊の、3人の将校と96人の兵士で構成されていた。ザ・セノタフを通過した際、敬意を示すためにデンマークにおける抵抗運動のバナーが、振り下ろされた。2,500人の兵士や文民によって葬列は構成され、半中隊4個が沿道に並んだ。クイーンズ・ロイヤル・アイリッシュ軽騎兵連隊の4名の少佐が、チャーチルのメダルや勲章の捧持役に選定された。葬列がセント・ポール大聖堂に到着するまで、1分ごとに1発の銃声が鳴り響いていた。

### セント・ポール大聖堂到着
午前10時45分、棺はセント・ポール大聖堂に到着した。棺担たちは、大聖堂の西の隅で砲車から棺を降ろして担ぎながら、入り口に続く24段の階段をのぼった。棺担を務めたのは、グレナディアガーズ所属の8名の兵士たちだった。
棺と棺担の前を歩いていたのは、12人の名誉棺担で、初代ビルマのマウントバッテン伯爵ルイス・マウントバッテン、オーストラリア首相のロバート・メンジーズ、イギリスの首相経験者であるクレメント・アトリー、アンソニー・イーデンそしてハロルド・マクミランが含まれていた。当時82歳だったアトリーは、健康を害していたが、生前のチャーチルから頼まれていた事を理由に、名誉棺担を務める事を譲らなかった。棺のすぐ前を歩いていた彼が階段でつまずいた事で、棺担がバランスを失って棺を落下させかけたが、棺の後部を受け持つ「押し屋」と呼ばれる2名の兵士により、間一髪の事態を免れた。

### 追悼礼拝
セント・ポール大聖堂に、棺が安置された後、追悼礼拝が開始された。112か国からの使節を含む参列者は3,500人におよんだ。それは、1980年にヨシップ・ブロズ・チトーの葬儀、2005年にヨハネ・パウロ2世の葬儀、そして、2013年にネルソン・マンデラの葬儀が行われるまで、歴史上、最多の要人が集結する機会となった。参列者には、フランス大統領のシャルル・ド・ゴール、カナダ首相のレスター・B・ピアソン、ローデシア首相のイアン・スミス、元アメリカ合衆国大統領のドワイト・D・アイゼンハワー、その他にも多くの現職・元職の国家や行政のトップ、何か国もの王室の成員が含まれた。当初チャーチルは、戦時中の同盟相手だったド・ゴールを反英主義者と見なしていたため、参列をはっきりと拒んでいたが、ノーフォーク公が、政治的和解を理由に参列させるよう嘆願したため、結局、当初の計画で予定されていたパディントン駅ではなくウォータールー駅で出迎える事を条件として、参列を認めた。礼拝中、生前のチャーチルが好んだ『勇敢に戦う』、『巡礼者であるために』そして『リパブリック讃歌』などの讃美歌が歌われた。棺の入場の際には、ウィリアム・クロフトの『葬儀の典礼』や死者のためのコンタキオン『おお、キリスト、汝の僕に、汝の聖徒とともに安息を与えよ』が歌われていた。
感謝の祈りの際、メンジーズは、次のような頌徳文を読み上げた。
騎兵によるラスト・ポストは、ライフガーズのトランペット手であるピーター・ウィルソン伍長、起床ラッパは、クイーンズ・ロイヤル・アイリッシュ軽騎兵連隊のトランペット手であるバジル・キングによって奏された。午後1時過ぎに追悼礼拝が終わり、棺担たちが準備している間、オルガンによってヘンデルの『葬送行進曲』が演奏された。西側の大扉から出棺する時、参列者は、『神よ、過ぎ去りし頃からの私たちの助け』を歌った。

### 移動

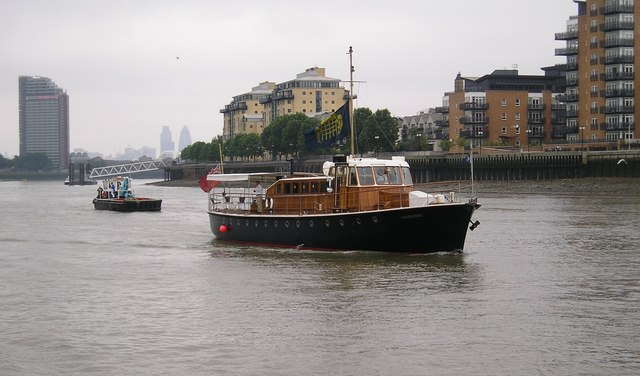
棺をタワー・ピアからウォータールー駅まで運んだ特殊舟艇「ヘイブンゴア」

教会での追悼礼拝が終わった後、チャーチルの棺は、グレナディアガーズの棺担たちによってロンドン塔まで運ばれた。移動に要した所要時間は18分におよび、国葬で、棺担が運んだ距離の最長記録を更新する物だった。葬列がタワー・ヒルに到着すると、ロイヤル・イニスキリング・フュージリアーズ、キングズ・オウン・スコティッシュ・ボーダラーズの隊員で構成された60人のバグパイプ隊によってスコットランドのラメントが演奏され、その後、タワーワーフでイギリス海兵隊の軍楽隊が『サンセット』を奏し、名誉砲兵中隊が、政府の長・五港長官の地位にあったチャーチルへの礼遇として、19発の礼砲を発射した。葬列はタワー・ピアに向かい、そこで棺は、特殊舟艇「ヘイブンゴア」に積み込まれた。海軍によって号笛が鳴らされ、海兵隊の軍楽隊は、かつての海軍大臣を称えて、『ルール・ブリタニア』を演奏した。船が航行する中、イギリス空軍のイングリッシュ・エレクトリック ライトニング16機が空中分列飛行を行った。
棺を乗せた船がテムズ川を航行する中、川の南岸で36人以上の港湾労働者が、クレーンのジブをおろして敬意を表した。それは当初の計画にはなく、無用な個人的敬意であるとしてスコットランドヤードから却下されていた物だった。ヘイズ・ウォーフ（現在のヘイズ ガレリア）に置かれたクレーン群による即興的な自発的行動 は、心からの敬意を示す物として賞賛された。
チャーチルの孫にあたるニコラス・ソームズは、この予想外の出来事で「私たちすべてが解き放たれた」と述べた。しかし、2015年、BBCが、ジェレミー・パックスマンによるドキュメンタリー『チャーチル: ひとつの国葬』を放映した事で論争が巻き起こった。そこでパックスマンは、存命の港湾労働者のひとりであるジョン・リンチにインタビューを行い、リンチは、職場に現れる事で給料を貰う身の労働者が、休日である土曜日にそのようなジェスチャーを示したのは報酬目当てだったからだと主張した。さらにリンチは、港湾労働者たちがチャーチルを嫌悪していたとも述べた。これに対し、デイヴィッド・フリーマンは、1965年当時、ヘイズ・ウォーフのマネージング・ディレクターだったデイヴィッド・バーネットが、あのジェスチャーは自発的な物であったと述べた事を報じた。デイリー・メールの取材に対し、バーネットは、「私たちは、サー・ウィンストンにささやかな敬意を示したいと考え、港湾労働関係者たちは、休日を返上する事に同意してくれました... 私たちの労働者は残業代を求めていませんが、いくばくかの実費が支払われる事でしょう」と述べた。また、2014年、ロドニー・J・クロフトは、著書『チャーチル最後の告別』の中で、クレーン運転士が「残業代を求める事なく」自らの意思で働いたと述べている。

### 埋葬

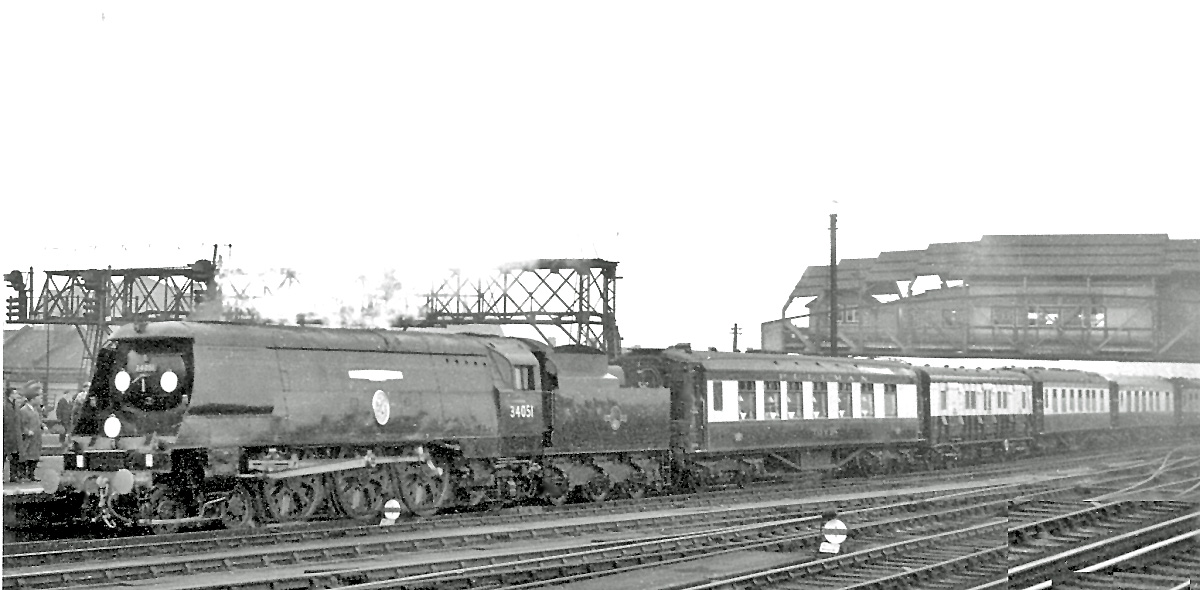
クラパムジャンクション駅を通過するウィンストン・チャーチルの葬送列車

棺は、第二種礼装を着用したクイーンズ・ロイヤル・アイリッシュ軽騎兵連隊の下士官兵によって「ヘイブンゴア」から、フェスティバル・ピアに停車していたオースチン・プリンセスの黒塗りの霊柩車に移された。霊柩車には、チャーチル家が乗車した大型リムジンのみが随伴していた。午後1時23分、棺はウォータールー駅に到着し、第一種礼装を着用した10人のクイーンズ・ロイヤル・アイリッシュ軽騎兵連隊の将校に担がれて、特別列車に載せられた。最終目的地であるオックスフォードシャーのハンバラ駅に向かう特別列車を牽引する蒸気機関車には「ウィンストン・チャーチル」の名が冠されていた。棺が安置された客車であるNo. S2464Sは、1962年、葬送列車用に特に用意されていた物だった。鉄道の沿線や通過駅では、最後の敬意を示すため、何千人もの人々が静かに立っていた。棺はクイーン・ロイヤル・アイリッシュ軽騎兵連隊の将校から構成された棺担によって、ブラドンのセント・マーティン教会に運ばれ、遺族のみが参加する非公開の儀式を経て、彼は両親や弟の近くの墓に葬られた。

## 女王の反応
1965年1月24日、エリザベス2世女王は、チャーチルの死を知ると直ちにチャーチルの未亡人にお悔みの手紙を送った。
女王は、チャーチルの葬儀の手続きに関する要望書を庶民院に送り、1月25日に読み上げられた。
女王は、チャーチルの葬儀において、王室のたしかな慣習を破った。ひとつ目の点として、君主は、王室の成員ではない者の葬儀に参列しない事が、王室の一般化した慣例だった。ふたつ目には、女王は葬儀に参列するのみにとどまらず、棺や遺族が入場する前に、最初にセント・ポールに到着した参列者のひとりだった事である。何の催事であろうが、常に君主は最後に入場するのが王室の慣例である。加えて、君主が、催事の最中に退席する事や、催事の終了後、最初に退場する事も王室の慣例である。葬儀が終わった後、女王は大聖堂で遺族を見送った。このような女王による異例のあつかいについて、「女王が誰かに優先権を譲る事は、絶対にないとまではいわないまでも極めて例外的な事です。彼女が、棺や私の祖父より先に到着した事は美しく、大変心にふれる行為でした」とニコラス・ソームズは述べた。

## 参列した要人
チャーチルの葬儀は、1960年代当時としては、歴史上最多の世界の要人たちが集結する機会となった。世界の112か国や国際機関から、5人の国王、2人の女王、1人の皇帝、1人の大公、2人の王配、15人の大統領、14人の首相、そして、10人の首脳経験者を含む多数の使節が参列した。唯一目に付いた欠席者は、その時体調不良だったアメリカ合衆国大統領のリンドン・ジョンソンだった。アメリカ合衆国を公式に代表して参列したのは、アメリカ合衆国最高裁判所長官のアール・ウォーレンであった。
主要国の参列者
- ウ・タント、国際連合事務総長
- ルネ・マウ（英語版）、ユネスコ事務局長
- アーノルド・スミス（英語版）、イギリス連邦事務局長（英語版）[要出典]
- ジャン・レイ、欧州委員会委員長[要出典]
- エリザベス2世女王、エジンバラ公爵フィリップ王配、チャールズ王太子、ハロルド・ウィルソン首相
- 首相経験者 アトリー伯爵、エイヴォン伯爵、ハロルド・マクミラン、アレック・ダグラス＝ヒューム
- フランク・エイケン（英語版）、トーニシュタ（アイルランド副首相）（英語版）、外相（英語版）
- アレクサンダー・バスタマンテ、ジャマイカ首相
- ベヒ・ラドガム（英語版）、チュニジア首相
- ロバート・メンジーズ、オーストラリア首相
- キース・ホリヨーク（英語版）、ニュージーランド首相
- フレゼリク9世、デンマーク国王 および イェンス・オットー・クラーグ（英語版）、デンマーク首相
- オーラヴ5世、ノルウェー国王 および ハーラル、ノルウェー王太子
- シャルル・ド・ゴール、フランス大統領
- アルフォンス・ゴルバッハ（英語版）、オーストリア首相
- ハンス＝ペーター・チューディ（英語版）、スイス大統領
- ジュゼッペ・サーラガト、イタリア大統領
- ウルホ・ケッコネン、フィンランド大統領
- ルートヴィヒ・エアハルト、西ドイツ首相
- ヴァルター・ウルブリヒト、東ドイツ国家評議会議長[71]
- ボードゥアン、ベルギー国王
- コンスタンティノス2世、ギリシャ国王 および アンナ＝マリア、ギリシャ王妃 および フリデリキ、ギリシャ王太后
- ユリアナ、オランダ女王 および ベルンハルト、オランダ王配
- ズルフィカール・アリー・ブットー、パキスタン外相[72]
- ジャン、ルクセンブルク大公
- ミハイ1世、元ルーマニア国王
- ペータル・スタンボリッチ（英語版）、ユーゴスラビア首相
- エジディオ・ヴァニョッツィ（英語版）、バチカン大司教、教皇使節（英語版）
- ザルマン・シャザール、イスラエル大統領
- レスター・B・ピアソン、カナダ首相
- チャールズ・ロバーツ・スワート、南アフリカ大統領
- ハビーブ・ブルギーバ、チュニジア大統領
- アナスタス・ミコヤン、ソビエト連邦最高会議幹部会議長
- ハイレ・セラシエ1世、エチオピア皇帝
- ターゲ・エルランデル（英語版）、スウェーデン首相
- アグスティン・ムニョス・グランデス、スペイン第一副首相
- アメリコ・トマス（英語版）、ポルトガル大統領
- イアン・スミス、南ローデシア首相[73][71]
- ケネス・カウンダ、ザンビア大統領
- イスメト・イノニュ、トルコ首相
- アブデルカディル・シャンデリル、アルジェリア大統領[71]
- グエン・バン・チュー、南ベトナム大統領[71]
- 岸信介、元日本国内閣総理大臣[74][75]（政府特使）
- 丁一権、韓国首相[76]
- ディオスダド・マカパガル、フィリピン大統領
- ノロドム・カントル（英語版）、カンボジア首相
- アール・ウォーレン、アメリカ合衆国最高裁判所長官 および ドワイト・D・アイゼンハワー、元アメリカ合衆国大統領

### 主な欠席者
ジョンソン大統領は、葬儀に参列せず、また、ヒューバート・H・ハンフリー副大統領をアメリカの代表として送る事もなかった。その代わりとして、彼は、アール・ウォーレン最高裁長官を代表に任じ、さらにディーン・ラスク国務長官、デイヴィッド・K・E・ブルース駐英アメリカ大使、国務省儀典長のロイド・ネルソン・ハンドからなる弔問団を送った。ラスクは、体調不良により国葬に参列できなかった。チャーチルが没した時、ジョンソンは風邪でベセスダのアメリカ海軍病院に入院していた。しかし、葬儀前に退院してホワイト・ハウスに戻っていた彼は、1月27日、記者に対し、旅行をやめるよう医師から助言されたとした上で、「私はいつものような元気を取り戻せていません」と述べた。2月4日、彼は大統領記者会見で公式に謝罪した。
ジョンソンの対応は広範な批判を受け、彼の信頼が失墜する伏線になった。元大統領のドワイト・D・アイゼンハワーは招きを受けて、個人としての資格で参列した。もうひとりの大統領経験者であるハリー・S・トルーマンも招かれたが、旅行が可能な健康状態ではなかった。
アイルランド大統領のエイモン・デ・ヴァレラは、葬儀に招かれなかった。彼は、アイルランドの分裂に関与したチャーチルへの率直な敵対心を隠す事はなかった。訃報を耳にした彼はチャーチルを「偉大なイングランド人」と称えた上で「危険な敵対者」でもあったと補足した。アドルフ・ヒトラーの死から2日後の1945年5月2日、彼は、ダブリンのドイツ大使館でヒトラーの死を悼む記帳をした事で物議をかもした。
中国は、葬儀に代表者を参列させなかった唯一の国家だった。

## その後
チャーチルの未亡人は、就寝する時、彼女の娘のメアリーに「メアリー、あれは葬儀じゃなかった。勝利だったの」と言った。
スコッツガーズは、大隊活動要約において、「大隊の多くが参加したパレードの中でも、1月30日に挙行された国葬こそが、最も心動かされる物であった事に疑問の余地はない。完全無欠のタイミング、入念な訓練、そして、大きな威容、これらの相乗効果によって、素晴らしく誇らしい結果となった」と述べた。
1月31日、オブザーバー紙は、「これは、ロンドンが世界の首都となる最後の機会で、過ぎ去った帝国の時代の弔鐘を告げる物だった。これは偉大なイギリスの終焉を意味する物だった... それは勝利だった。それは過ぎ去った偉大な過去を祝福する物だった」と報道した。1週間で10万人以上の人々が墓参した。1998年、チャーチルの墓の墓石やその周辺は、長年にわたる多くの墓参者によって摩耗していたため、墓石を交換する必要が生じた。同年、新たな墓石に置き換えられ、チャーチル＝スペンサー家の人々が出席する儀式が行われた。
国葬が行われた1月30日は、フランクリン・ルーズベルトの誕生日であった事から、アメリカ人は、チャーチルとルーズベルトの盟友関係に敬意を払った。ルーズベルトの本邸と墓があるニューヨーク州のハイド・パークで行なわれた追悼礼拝に出た人々に、牧師は、歴史を共有した2人の盟友が記念する日も共有した縁について語った。
フランス大統領のシャルル・ド・ゴールは、「今のイギリスは、もはや列強ではない」と述べた。